# 分衆
分衆（ぶんしゅう）とは1985年に博報堂生活総合研究所編の「分衆の誕生」にて定義され、同年の新語・流行語大賞に選ばれた語である。ある製品が普及し1世帯あたりの平均保有数が1以上になることをいう。たとえば自動車やテレビのように1世帯に1台だったものが1世帯に2台ないしは1人1台のように状況が変化することである。